# Galerucella
Genre
Galerucella est un genre d'insectes coléoptères de la famille des Chrysomelidae.

## Classification
Le genre Galerucella est décrit par Crotch en 1873.

## Liste d'espèces
Selon ITIS (22 mai 2014) :
- Galerucella nymphaeae (Linnaeus, 1758)

Selon NCBI (22 mai 2014) :
- Galerucella birmanica
- Galerucella calmariensis
- Galerucella funesta
- Galerucella grisescens
- Galerucella lineola
- Galerucella nipponensis
- non-classé Galerucella nymphaeae species complex
  - Galerucella aquatica
  - Galerucella nymphaeae
  - Galerucella sagittariae
- Galerucella placida
- Galerucella pusilla
- Galerucella quebecensis
- Galerucella tenella

## Espèces fossiles
Selon Paleobiology Database en 2023, quatre espèces fossiles sont référencées :
- †Galerucella affinis, B. Förster 1891
- †Galerucella emarginata, Théobald 1937
- †Galerucella picea, Scudder 1879
- †Galerucella serrata, Meunier 1919

## Galerie

Quelques espèces vivantes du genre Galerucella.
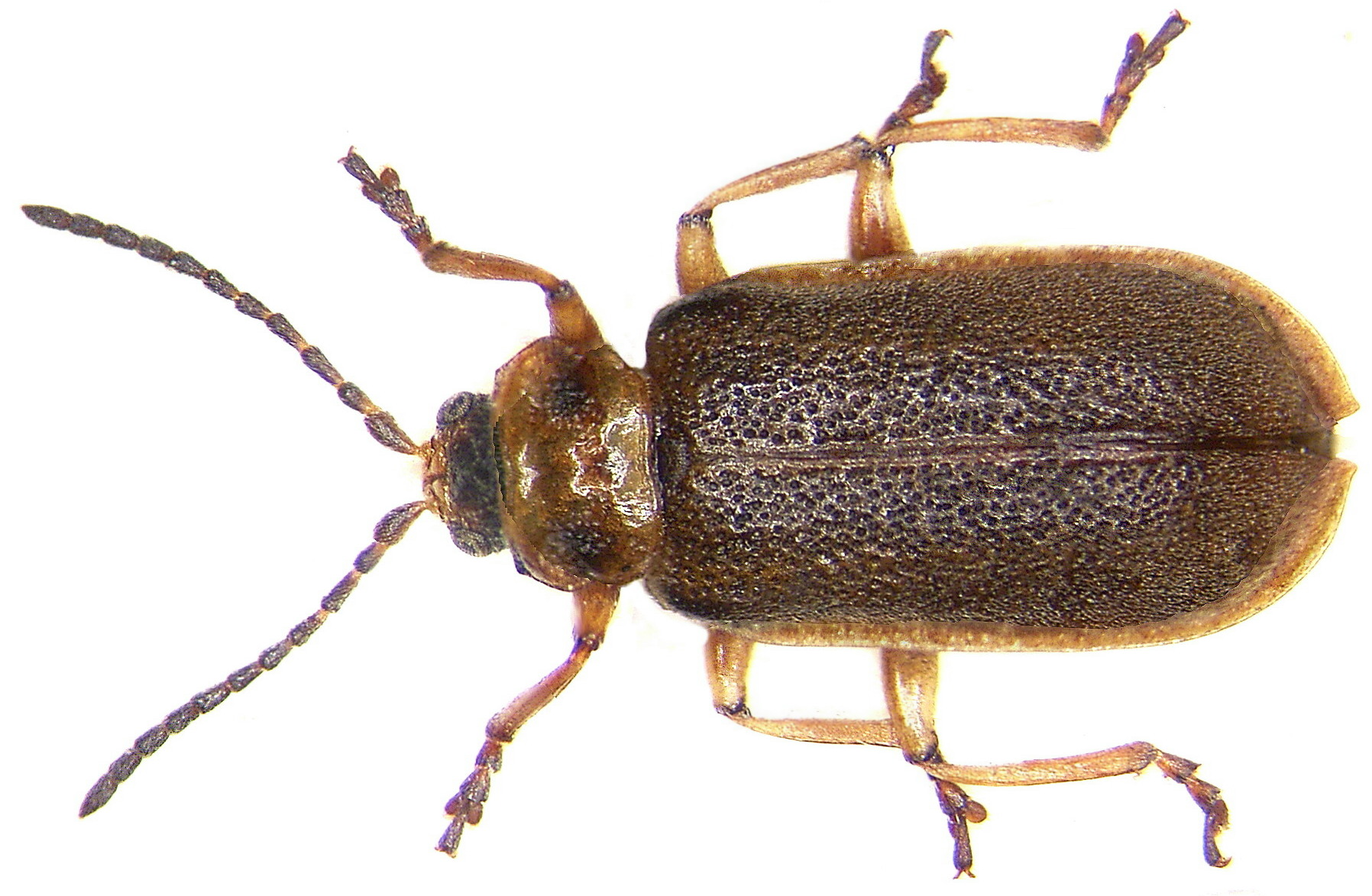
Galerucella aquatica.
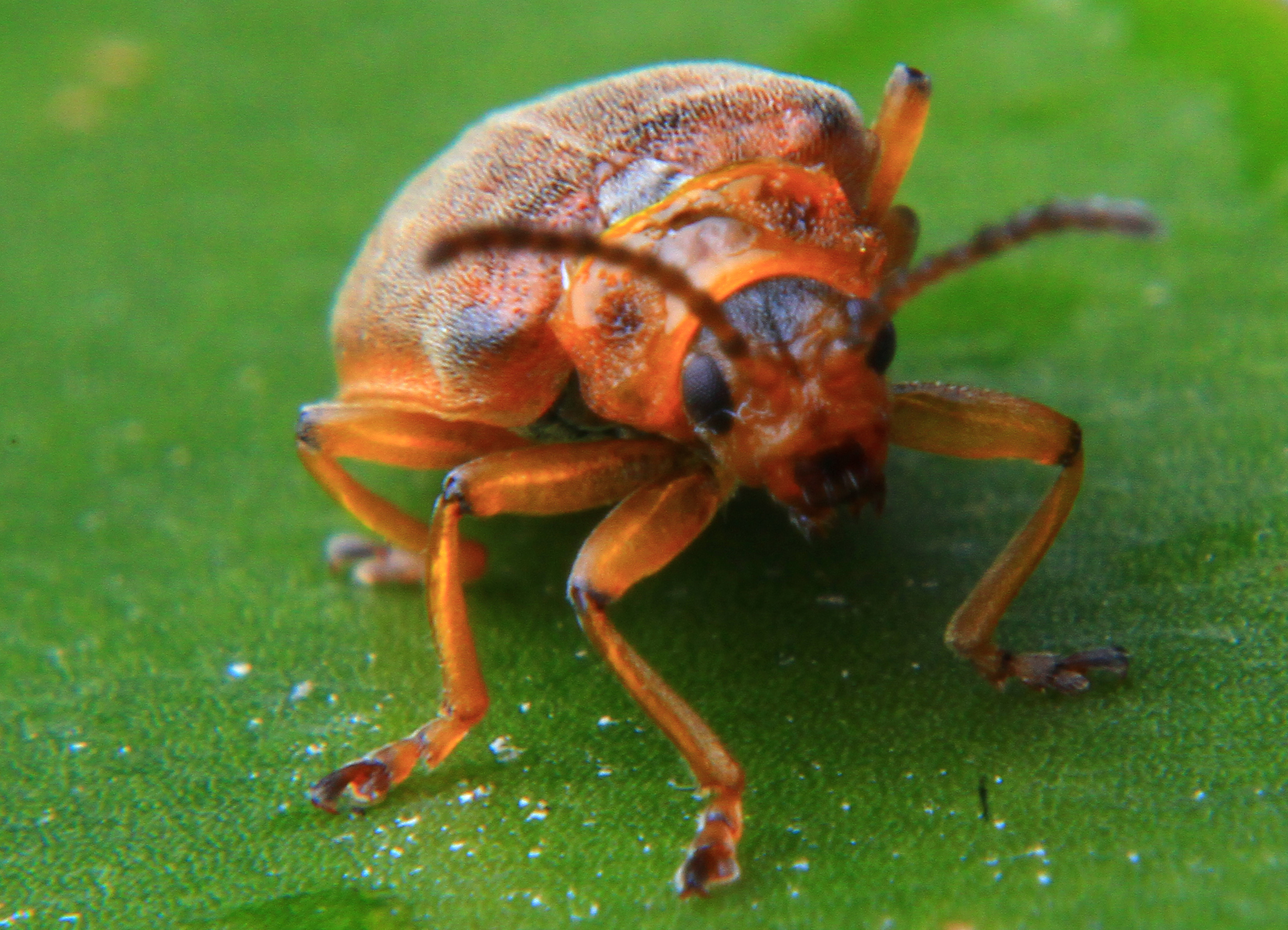
Galérule du Nénuphar (Galerucella nymphaeae).
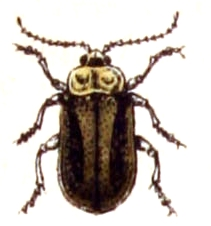
Galerucella tenella.